# Chris Barton (basketballer)
Christopher Barton Jr. (Auburn Hills, 26 september 1996) is een Amerikaans basketballer.

## Carrière
Barton speelde collegebasketbal voor de Niagara Purple Eagles van 2015 tot 2019. In 2019 werd hij niet gekozen in de NBA draft. Voor het seizoen 2021/22 tekende hij bij de Finse tweedeklasser Hyvinkään Ponteva. Het seizoen erop tekende hij in de Luxemburgse hoogste klasse bij BBC Bascharage Hedgehogs. Het seizoen erop tekende hij bij reeksgenoot Amicale Steinsel. In december 2023 ging hij spelen voor de Belgische eersteklasser Union Mons-Hainaut. In september 2024 tekende hij in Azerbeidzjan bij Sheki BK.